# Lennart Svensson (sociolog)
Lennart Svensson, född 1948, är en svensk sociolog och professor emeritus vid Linköpings universitet.
Svensson disputerade 1984 på en avhandling om samarbetsformer och utvecklingsarbete i företagsmiljö. Han har därefter forskat med fokus på långsiktiga effekter och drivkrafter för utvecklingsarbete som ägarskap, styrning, lärande och delaktighet.
Han var en av personerna inom den så kallade INOM-gruppen, där han tillsammans med Ference Marton, Lars Owe Dahlgren och Roger Säljö 1977 gav ut boken Inlärning och Omvärldsuppfattning, som 2014 kom ut i sin fjärde utgåva.
Han utnämndes 2007 till professor vid Linköpings universitet vid institutionen för beteendevetenskap och lärande, avdelningen för pedagogik och sociologi.